# Карабулак (Сайрамский район)
Карабула́к (каз. Қарабұлақ) — село в Сайрамском районе Туркестанской области. Название села переводится как «Чёрный (тёмный) родник». Карабулак расположен в 14 км к северу от с. Аксукент, на левом берегу р. Арысь, и в 45 км к северо-востоку от Шымкента.

## Население
Население — 35 301 человек (по переписи 2009 года, согласно переписи 1999 года население села составляло 28 669 человек), в нынешнее время население составляет ~150.000 это самый большой населённый пункт района, превышающий население районного центра. По данным переписей населения в селе преобладает мужское население: на 100 мужчин приходится 95-96 женщин. Основное население составляют узбеки, также в селе проживают казахи и представители других народов.
В Карабулаке 15 общеобразовательных школ, 1 колледж, 8 стадионов, 24 мечети, 4 рынка. Основная деятельность жителей села земледелие, скотоводство, средний и малый бизнес.

### Динамика
| Численность населения | Численность населения | Численность населения | Численность населения | Численность населения | Численность населения | Численность населения | Численность населения | Численность населения | Численность населения |
| 1939                  | 1959                  | 1979                  | 1999                  | 2002                  | 2009                  | 2014                  | 2015                  | 2016                  | 2018                  |
| --------------------- | --------------------- | --------------------- | --------------------- | --------------------- | --------------------- | --------------------- | --------------------- | --------------------- | --------------------- |
| 6761                  | ↗8851                 | ↗16 428               | ↗28 669               | ↗33 130               | ↗35 301               | ↗42 700               | ↗43 100               | ↗44 812               | ↗46 388               |
| 2019                  | 2020                  | 2023                  |                       |                       |                       |                       |                       |                       |                       |
| ↗48 986               | ↗50 426               | ↗55 540               |                       |                       |                       |                       |                       |                       |                       |

## История
История населенного пункта Карабулак берёт своё начало со времен расцвета Великого шёлкового пути. Карабулак расположен вокруг рек Карасу и Кайнарбулак, которые берут свое начало с родников у изголовья первоначального села Карабулак. Караваны с торговцами, следовавшие из Китая на запад и обратно, временно останавливались на привал поблизости родниковых вод. Связи бывших торговцев способствовали развитию торгового обмена с проходящими караванами. Так, ещё в те времена было положено начало крупному вещевому и скотному базару в Карабулаке, куда сходились и съезжались торговцы и покупатели со всех близлежащих и дальних сел и аулов.
До 1598 года Карабулак входил в состав Бухарского ханства. С 1598 года по 1784 год был в составе Казахского ханства. До 1809 года входил в состав Ташкентского государства. С 1809 года по 1876 год Карабулак входил в состав Кокандского ханства. С 1876 года по 1917 год Карабулак входил в состав Российской Империи. С 1917 года по 1924 год находился в составе Туркестанской АССР. После проведения большевиками Национально-территориального размежевания в Средней Азии Карабулак стал частью Киргизской АССР (с 1920 по 1925 годы) позднее переименованная в Казакскую ССР (с 1925 по 1936 годы). По результатам административной реформы 1936 года Казакская ССР была переименована в Казахскую ССР. После распада СССР правопреемником Казахской ССР стала Республика Казахстан.

## Климат
Климат Карабулак умеренно континентальный, но количество осадков, в сравнении с низменными полупустынными и пустынными областями выше. Морозы обычно весьма непродолжительны, но при прояснениях температура иногда снижается до минус 12 °C и ниже, летом температура нередко достигает 35-40 °C в тени. Минимальная температура минус 29,5 градусов (20 декабря 1930 года), максимальная + 44,5 градусов (30 июля 1983 года)
- Среднегодовая температура — +14,1 C°
- Среднегодовая скорость ветра — 1,7 м/с
- Среднегодовая влажность воздуха — 57 %

## Школы Карабулака
1. Общая средняя школа № 100
2. Общая средняя школа № 41 им. Жамбыл
3. Общая средняя школа № 42 им. Фуркат
4. Общая средняя школа № 92 Аксу
5. Общая средняя школа № 10 им. Карабулак
6. Общая средняя школа № 77 им. Туран
7. Общая средняя школа им. Далабазар
8. Общая средняя школа № 81 им. М.Улугбек
9. Общая средняя школа № 101
10. Колледж № 25 им. Д.Кунаева
11. Общая средняя школа № 3 им. Хамза
12. Общая средняя школа № 17
13. Общая средняя школа № 104
14. Основная средняя школа № 75
15. Школа гимназия № 4 [17]
16. ТОО средняя школа имени «Сайрам»[18].
17. ТОО средняя школа имени «Ухуд»
18. ТОО школа имени «Мейирбулак»
19. ТОО школа имени «Орион»
20. ЧАСТНАЯ ШКОЛА "AL-BUXORIY"

## Транспорт
Ближайшая железнодорожная станция находится на расстоянии 18 км в селе Аксукент. Карабулак с другими населёнными пунктами страны соединяют магистрали. Село расположено на расстоянии 200 км от областного центра города Туркестана и на расстоянии 1450 км от столицы Астана.

## Галерея
- Центральная мечеть Аш-булак
- Торговый центр Ал-Мабрук